# 1425
1425 (MCDXXV) a fost un an comun al calendarului iulian, care a început într-o zi de luni.

## Nașteri
- 5 ianuarie: Henric al IV-lea al Castiliei (d. 1474)
- 22 iunie: Lucrezia Tornabuoni, nobilă italiană, mama lui Lorenzo de' Medici (d. 1482)

## Decese
- 21 iulie: Manuel al II-lea Paleologul  (n. 1350)
- 27 februarie: Vasili Dmitrievici Donskoi  (n. 1371)
- 24 martie: Odette de Champdivers  (n. 1390)
- 17 octombrie: Veronika de Desenice  (n. 1380)